# Miikka Toivola
Miikka Toivola (ur. 11 lipca 1949, zm. 26 stycznia 2017) – piłkarz fiński grający na pozycji pomocnika. W swojej karierze rozegrał 62 mecze w reprezentacji Finlandii.

## Kariera klubowa
W swojej karierze grał w dwóch klubach. W latach 1969–1972 grał w Turun Palloseura, a do roku 1980 występował w HJK Helsinki.